# Statistiche della Coppa del Mondo di rugby 1991

## Statistiche di squadra
| #  | Squadra           | G | V | N | P | P+  | P-  | P±   | MT | TR | CP | DG |
| -- | ----------------- | - | - | - | - | --- | --- | ---- | -- | -- | -- | -- |
| V  | Australia         | 6 | 6 | 0 | 0 | 126 | 55  | +71  | 17 | 11 | 12 | 0  |
| F  | Inghilterra       | 6 | 4 | 0 | 2 | 119 | 61  | +58  | 11 | 9  | 17 | 2  |
| SF | Nuova Zelanda     | 6 | 5 | 0 | 1 | 143 | 74  | +69  | 19 | 11 | 15 | 0  |
| SF | Scozia            | 6 | 4 | 0 | 2 | 162 | 64  | +98  | 20 | 14 | 16 | 2  |
| QF | Irlanda           | 4 | 2 | 0 | 2 | 120 | 70  | +50  | 13 | 7  | 16 | 2  |
| QF | Francia           | 4 | 3 | 0 | 1 | 92  | 44  | +48  | 13 | 5  | 10 | 0  |
| QF | Canada            | 4 | 2 | 0 | 2 | 58  | 62  | −4   | 6  | 2  | 8  | 2  |
| QF | Samoa Occidentali | 4 | 2 | 0 | 2 | 60  | 62  | −2   | 8  | 5  | 5  | 1  |
| 3G | Giappone          | 3 | 1 | 0 | 2 | 77  | 87  | −10  | 13 | 8  | 2  | 1  |
| 3G | Italia            | 3 | 1 | 0 | 2 | 57  | 76  | −19  | 7  | 7  | 5  | 0  |
| 3G | Galles            | 3 | 1 | 0 | 2 | 32  | 61  | −29  | 3  | 1  | 6  | 0  |
| 3G | Romania           | 3 | 1 | 0 | 2 | 31  | 64  | −33  | 5  | 1  | 3  | 0  |
| 4G | Figi              | 3 | 0 | 0 | 3 | 27  | 63  | −36  | 1  | 1  | 3  | 4  |
| 4G | Argentina         | 3 | 0 | 0 | 3 | 38  | 83  | −45  | 4  | 2  | 4  | 2  |
| 4G | Stati Uniti       | 3 | 0 | 0 | 3 | 24  | 113 | −89  | 2  | 2  | 4  | 0  |
| 4G | Zimbabwe          | 3 | 0 | 0 | 3 | 31  | 158 | −127 | 6  | 2  | 1  | 0  |

## Statistiche individuali

### Mete
| Mete | Giocatore            |
| ---- | -------------------- |
| 6    | David Campese        |
| 6    | Jean-Baptiste Lafond |
| 4    | Tim Horan            |
| 4    | Rory Underwood       |
| 4    | Brian Robinson       |
| 4    | Iwan Tukalo          |
| 3    | Martín Terán         |
| 3    | Yoshihito Yoshida    |
| 3    | John Timu            |
| 3    | Terry Wright         |
| 3    | Tony Stanger         |
| 2    | Eiji Kutsuki         |
| 2    | Jeremy Guscott       |
| 2    | Marcello Cuttitta    |
| 2    | Craig Innes          |
| 2    | Cătălin Sasu         |
| 2    | Brian Lima           |
| 2    | John Jeffrey         |
| 2    | Derek White          |
| 2    | Adrian Garvey        |

### Punti
| Punti | Giocatore            |
| ----- | -------------------- |
| 68    | Ralph Keyes          |
| 66    | Michael Lynagh       |
| 61    | Gavin Hastings       |
| 56    | Jonathan Webb        |
| 44    | Grant Fox            |
| 32    | Didier Camberabero   |
| 29    | Diego Domínguez      |
| 29    | Takahiro Hosokawa    |
| 25    | Matthew Vaea         |
| 24    | David Campese        |
| 24    | Jean-Baptiste Lafond |
| 23    | Jon Preston          |
| 20    | Gareth Rees          |
| 18    | Mark Wyatt           |
| 17    | Mark Ring            |
| 17    | Simon Hodgkinson     |
| 16    | Brian Robinson       |
| 16    | Iwan Tukalo          |
| 16    | Peter Dods           |
| 16    | Mark Williams        |

## Affluenza
| Data            | Incontro                            | Impianto                                      | Spettatori |
| --------------- | ----------------------------------- | --------------------------------------------- | ---------- |
| 3 ottobre 1991  | Inghilterra — Nuova Zelanda 12-18   | Stadio di Twickenham, Londra                  | 70 000     |
| 5 ottobre 1991  | Scozia — Giappone 47-9              | Stadio di Murrayfield, Edimburgo              | 60 000     |
| 12 ottobre 1991 | Scozia — Irlanda 24-15              | Stadio di Murrayfield, Edimburgo              | 60 000     |
| 19 ottobre 1991 | Scozia — Samoa Occidentali 28-6     | Stadio di Murrayfield, Edimburgo              | 60 000     |
| 26 ottobre 1991 | Scozia — Inghilterra 6-9            | Stadio di Murrayfield, Edimburgo              | 60 000     |
| 2 novembre 1991 | Inghilterra — Australia 6-12        | Stadio di Twickenham, Londra                  | 56 208     |
| 20 ottobre 1991 | Irlanda — Australia 18-19           | Lansdowne Road, Dublino                       | 54 500     |
| 12 ottobre 1991 | Galles — Australia 3-38             | Stadio Nazionale, Cardiff                     | 54 000     |
| 27 ottobre 1991 | Australia — Nuova Zelanda 16-6      | Lansdowne Road, Dublino                       | 54 000     |
| 19 ottobre 1991 | Francia — Inghilterra 10-19         | Parco dei Principi, Parigi                    | 46 749     |
| 6 ottobre 1991  | Galles — Samoa Occidentali 13-16    | Stadio Nazionale, Cardiff                     | 45 000     |
| 11 ottobre 1991 | Inghilterra — Stati Uniti 37-9      | Stadio di Twickenham, Londra                  | 45 000     |
| 6 ottobre 1991  | Irlanda — Zimbabwe 55-11            | Lansdowne Road, Dublino                       | 40 000     |
| 30 ottobre 1991 | Nuova Zelanda — Scozia 13-6         | Stadio Nazionale, Cardiff                     | 37 000     |
| 9 ottobre 1991  | Galles — Argentina 16-7             | Stadio Nazionale, Cardiff                     | 35 000     |
| 9 ottobre 1991  | Scozia — Zimbabwe 51-12             | Stadio di Murrayfield, Edimburgo              | 35 000     |
| 20 ottobre 1991 | Canada — Nuova Zelanda 13-29        | Stadium Nord, Villeneuve-d'Ascq               | 30 360     |
| 8 ottobre 1991  | Inghilterra — Italia 36-6           | Stadio di Twickenham, Londra                  | 30 000     |
| 9 ottobre 1991  | Irlanda — Giappone 32-16            | Lansdowne Road, Dublino                       | 30 000     |
| 4 ottobre 1991  | Francia — Romania 30-3              | Stade de la Méditerranée, Béziers             | 22 000     |
| 8 ottobre 1991  | Francia — Figi 33-9                 | Stadio Lesdiguières, Grenoble                 | 18 548     |
| 13 ottobre 1991 | Italia — Nuova Zelanda 21-31        | Welford Road Stadium, Leicester               | 15 711     |
| 9 ottobre 1991  | Australia — Samoa Occidentali 9-3   | Pontypool Park, Pontypool                     | 15 000     |
| 13 ottobre 1991 | Francia — Canada 19-13              | Stadio Armandie, Agen                         | 14 000     |
| 8 ottobre 1991  | Nuova Zelanda — Stati Uniti 46-6    | Stadio di Kingsholm, Gloucester               | 12 000     |
| 4 ottobre 1991  | Argentina — Australia 19-32         | Stradey Park, Llanelli                        | 11 000     |
| 9 ottobre 1991  | Canada — Romania 19-11              | Stadio Ernest Wallon, Tolosa                  | 10 000     |
| 14 ottobre 1991 | Giappone — Zimbabwe 52-8            | Ravenhill Stadium, Belfast                    | 9 000      |
| 12 ottobre 1991 | Figi — Romania 15-17                | Parc Municipal des Sports, Brive-la-Gaillarde | 8 500      |
| 13 ottobre 1991 | Argentina — Samoa Occidentali 12-35 | Sardis Road, Pontypridd                       | 8 500      |
| 5 ottobre 1991  | Italia — Stati Uniti 30-9           | Cross Green, Otley                            | 7 500      |
| 5 ottobre 1991  | Canada — Figi 13-3                  | Stadio Jean Dauger, Bayonne                   | 5 000      |